# Acygnatha terminalis
Acygnatha terminalis är en fjärilsart som beskrevs av Alfred Ernest Wileman 1915. Acygnatha terminalis ingår i släktet Acygnatha och familjen nattflyn. Inga underarter finns listade i Catalogue of Life.